# UTC+06:00

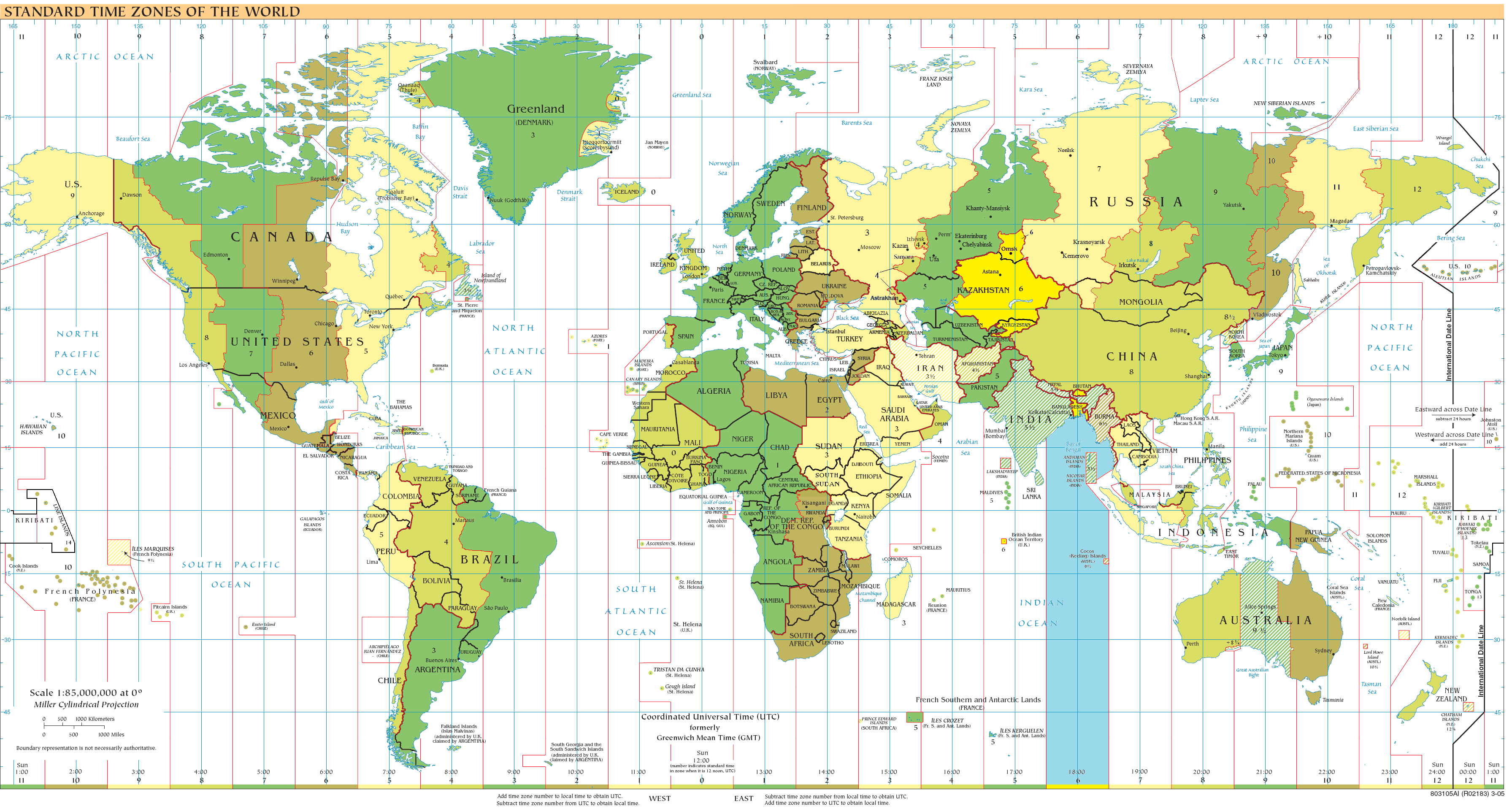
Az UTC+6 területei:

Az UTC+06:00 egy  időeltolódás, amely hat órával van előrébb az egyezményes koordinált világidőtől (UTC).

## Alap időzónaként használó területek (egész évben)

### Ázsia

#### Észak-Ázsia
|  | Idő       | Zóna                       |
|  | --------- | -------------------------- |
|  | UTC+02:00 | MSK−1: kalinyingrádi idő   |
|  | UTC+03:00 | MSK: moszkvai idő          |
|  | UTC+04:00 | MSK+1: szamarai idő        |
|  | UTC+05:00 | MSK+2: jekatyerinburgi idő |
|  | UTC+06:00 | MSK+3: omszki idő          |
|  | UTC+07:00 | MSK+4: krasznojarszki idő  |
|  | UTC+08:00 | MSK+5: irkutszki idő       |
|  | UTC+09:00 | MSK+6: jakutszki idő       |
|  | UTC+10:00 | MSK+7: vlagyivosztoki idő  |
|  | UTC+11:00 | MSK+8: magadani idő        |
|  | UTC+12:00 | MSK+9: kamcsatkai idő      |

- Oroszország
  - Omszk és környéke, az Omsk Time-ot (Omszki idő) használó területek

#### Közép-Ázsia
- Kazahsztán
  - az ország nagy része Astanával és Almatival
- Kirgizisztán

#### Kelet-Ázsia
- Kína
  - Hszincsiang-Ujgur Autonóm Terület (nem hivatalosan)

#### Dél-Ázsia
- Bhután
- Banglades
  - korábban, 2009-ben használt nyári időszámítást, akkor az UTC+6-ot használta téli időként
- Egyesült Királyság
  - Brit Indiai-óceáni Terület (az Egyesült Királyság tengerentúli területe)
    - a Chagos-szigetekkel és Diego Garciával együtt

### Antarktika
- Vosztok kutatóállomás

## Időzónák ebben az időeltolódásban
| Időzóna neve angolul     | Időzóna neve magyarul                    | Időzóna rövidítése | Egyéb jelölés |
| ------------------------ | ---------------------------------------- | ------------------ | ------------- |
| Omsk Time                | Omszki idő                               | OMST               | MSK+3         |
| Kyrgyzstan Time          | Kirgizisztáni idő                        | KGT                |               |
| Bhutan Time              | Bhutáni idő                              | BTT                |               |
| Bangladesh Standard Time | Bangladesi idő                           | BST                |               |
| Alma-Ata Time            | Alma-Ata idő                             | ALMT               |               |
| Indian Chagos Time       | Indiai Chagos-i idő Chagos-szigeteki idő | IOT                |               |
| Qyzylorda Time           | Qyzylordai idő                           | QYZT               |               |
| Vostok Time              | Vosztoki idő                             | VOST               |               |
| Foxtrot Time Zone[a]     | -                                        | F                  |               |

## Megjegyzés
↑ a:  Katonai időzóna.

## Fordítás
Ez a szócikk részben vagy egészben  az   UTC+06:00 című angol Wikipédia-szócikk ezen változatának fordításán alapul.  Az eredeti cikk szerkesztőit annak laptörténete sorolja fel. Ez a jelzés csupán a megfogalmazás eredetét és a szerzői jogokat jelzi, nem szolgál a cikkben szereplő információk forrásmegjelöléseként.